# Ramón Rua Figueroa
Ramón Rúa Figueroa y Fraga (Santiago de Compostela, 1825-Madrid, 1874) fue un ingeniero de minas y escritor español.

## Biografía
Nacido en Santiago de Compostela el 25 de abril de 1825, era hermano de José Rúa y Figueroa. Realizó sus primeros estudios en su ciudad natal. En 1845 ingresó en la Escuela de Minas; tras terminar la carrera de ingeniero, fue destinado a estudiar las minas de Prusia y más tarde a Linares y Almadén. De joven colaboró en publicaciones periódicas como El Porvenir, El Recreo Compostelano, más adelante en La Correspondencia de Galicia y, en la última etapa de su vida, en El Heraldo Gallego de Orense. Hacia 1855 se dedicó a tareas literarias, con la escritura de leyendas en prosa y un tomo de versos titulado Ayer y hoy.
En 1859 fue nombrado director de las minas de Riotinto, permaneciendo en la provincia de Huelva hasta 1865, cuando volvió a La Coruña. En 1868 fue destinado a la Dirección de Propiedades y derechos del Estado. Aficionado a la arqueología, se convirtió en socio de la Academia de Arqueología del Príncipe Alfonso en 1867. A principios de 1868 fue llamado para auxiliar los trabajos de la Comisión General de Estadística, convirtiéndose en miembro del Instituto Geográfico. En 1873 viajó a Viena como jurado español en la Exposición Universal. Falleció el 17 de diciembre de 1874 en Madrid.
Fue autor de obras como Noticia sobre la fábrica de cobrería y antigua casa de moneda de Jubia (1858); Ensayo sobre la historia de las minas de Río Tinto (1859);Memoria sobre las minas de Almaden y Almadenejos (1861). Reseña sobre la historia, la administración y la producción de las minas de Almadén y Almadénejos (1862), junto a Fernando Bernáldez; Minas de Rio Tinto: estudio sobre la explotación y el beneficio de sus minerales (1868); o Apuntes para una biblioteca española de libros, folletos y artículos, impresos y manuscritos, relativos al conocimiento y explotación de las riquezas minerales y a las ciencias auxiliares: acompañados de reseñas biográficas y de un ligero resumen (1871-1872), junto a Eugenio Maffei; entre otras.